# Sinopotamon shensiense
Sinopotamon shensiense är en kräftdjursart. Sinopotamon shensiense ingår i släktet Sinopotamon och familjen Potamidae. IUCN kategoriserar arten globalt som livskraftig. Inga underarter finns listade i Catalogue of Life.